# Ryan X-13 Vertijet
Ryan X-13 Vertijet (định danh công ty Model 69) là một mẫu máy bay cất hạ cánh thẳng đứng thử nghiệm của Hoa Kỳ trong thập niên 1950.

## Tính năng kỹ chiến thuật (X-13)
Đặc điểm tổng quát
- Tổ lái: 1
- Chiều dài: 23 ft 5 in (7,14 m)
- Sải cánh: 21 ft 0 in (6,40 m)
- Chiều cao: 15 ft 2 in (4,62 m)
- Diện tích cánh: 191 ft² (17,8 m²)
- Trọng lượng rỗng: 5.334 lb (2.424 kg)
- Trọng lượng có tải: 6.730 lb (3.059 kg)
- Trọng lượng cất cánh tối đa: 7.200 lb (3.272 kg)
- Động cơ: 1 × Rolls-Royce Avon kiểu turbojet, 10.000 lbf (44,6 kN)

 Hiệu suất bay 
- Vận tốc cực đại: 350 mph (560 km/h)
- Tầm bay: 192 dặm (307 km)
- Trần bay: 20.000 ft (6.100 m)
- Vận tốc leo cao: ft/phút (m/phút)
- Tải trên cánh: 35,2 lb/ft² (172 kg/m²)
- Lực đẩy/trọng lượng: 1,48